# Daippos
 (juin 2021).
Sauf précision contraire, les dates de cet article sont sous-entendues « avant l'ère commune » (AEC), c'est-à-dire « avant Jésus-Christ ».
Daippos (en grec : Dáippos / Δάϊππος) est un sculpteur grec antique qui a vécu vers 300 av. J.-C. et dont la plupart des œuvres sont des statues d'athlètes.
Il se peut qu'il soit le fils de Lysippe et le frère de Euthycrate et de Boédas.